# Klin (Litwa)
Klin (lit. Klynai) − wyludniona wieś na Litwie, w rejonie solecznickim, 6 km na północny wschód od Solecznik. Przed II wojną światową w Polsce, w powiecie wileńsko-trockim województwa wileńskiego.